# Miss World Sweden
Miss World Sweden är den nationella välgörenhetsgrundande skönhetstävlingen som hålls för att utse den svenska representanten till världens största internationella skönhetstävling Miss World.
Innan 2003 utsågs dessa representanter i tävlingen Fröken Sverige. Därefter har det varit licenstagare som drivit tävlingen Miss World Sweden.

## Nyheter för 2011
Nytt för 2011 är att rättigheterna till Miss World Sweden tagits över av Swedish Beauty Contests AB. En annan nyhet för 2011 är att det första tävlingsmomentet är en kvaltävling som sker via internet.
Den internationella organisationen Miss World har en värdegrund som bygger på uttrycket "Beauty with a Purpose" ("Skönhet med ett Syfte"). Detta är en värdegrund som även Miss World Sweden kommer att bygga sin nysatsning på välgörenhet.

## Tidigare kandidater
Utsedda kandidater av tävlingen Fröken Sverige.
| - 1951 : Kicki Håkansson MISS WORLD 1951 - 1952 : May Louise Flodin MISS WORLD 1952 - 1953 : Ingrid Johansson - 1954 : Margareta Westling - 1955 : Anita Åstrand 5:e plats - 1956 : Eva Bränn 5:e plats - 1957 : Ulla Edin - 1958 : Harriette Margareta Wagström 4:e plats - 1959 : Carola Håkansson - 1960 : Barbro Olsson - 1961 : Ingrid Margareta Lundquist - 1962 : Margareth Melin - 1963 : Grete Qviberg 5:e plats (efter att ha blivit tvåa i Fröken Sverige) - 1964 : Agneta Malmberg - 1965 : Britt Marie Lindberg semifinalist - 1966 : Ulla Andersson - 1967 : Eva Englander semifinalist - 1968 : Gunilla Friden semifinalist - 1969 : Marie Ahlin - 1970 : Marjorie Christal Johansson 4:e plats - 1971 : Simonetta Kohl semifinalist - 1972 : Rita Rudolfsson Berntsson - 1973 : Mercy Nilsson - 1974 : Jill Lindquist 5:e plats - 1975 : Agneta Catarina Magnusson - 1976 : Anne Christine Gernandt - 1977 : Mary Ann Stävin MISS WORLD 1977 - 1978 : Ossie Margareta Carlsson 2:a plats - 1979 : Ingrid Marie Säveby - 1980 : Kerstin Monica Jernemark semifinalist - 1981 : Carita Gustafsson - 1982 : Annelie Margareta Sjöberg - 1983 : Lisa Eva Törnquist - 1984 : Brigitta Madeleine Gunnarsson - 1985 : Anne-Bolette Jill Christopherpson semifinalist - 1986 : Elisabeth Marita Ulvan - 1987 : Karin Charlotte Trydell Miss Photogenic - 1988 : Cécilia Margareta Hörberg semifinalist - 1989 : Lena Berglind - 1990 : Daniela Maria Almen - 1991 : Cathrin Olsson - 1992 : Ulrika Johansson - 1993 : Victoria Silvstedt semifinalist - 1994 : Sofia Andersson - 1995 : Jeanette Hassel - 1996 : Åsa Johansson - 1997 : Sofia Joelsson Best Evening Dress - 1998 : Jessica Therése Almenäs - 1999 : Jenny Louise Torsvik Miss Cyber Press - 2000 : Ida Sofia Manneh - 2001 : Camilla Bäck - 2002 : Sofia Hedmark - 2003 : Isabelle Jonsson diskvalificerad |

## Miss World Sweden
Utsedda vinnare genom Miss World Sweden i samarbete med Hänt Extra:
| 2003 : Ida Söfringsgärd                       | Växjö                    |
| 2004 : Helena Hiertonsson                     | Kalmar                   |
| 2005 : Liza Berggren                          | Göteborg                 |
| 2006 : Cathrin Skoog                          | Östersund                |
| 2007 : Annie Oliv                             | Göteborg (4:e plats)     |
| 2008 : Jennifer Palm Lundberg                 |                          |
| 2009 : Erica Harrison                         |                          |
| 2010 : Daniela Karlsson                       |                          |
| 2011 : Nicoline Artursson ``````(Top 15)````` |                          |
| 2012 : Sanna Jinnedal                         |                          |
| 2013 : Agneta Myhrman Lillieskiöld            |                          |
| 2014 : Olivia Asplund                         |                          |
| 2015 : Natalia Fogelund                       |                          |
| 2016 : Emma Strandberg                        |                          |
| 2017 : Hanna-Louise Haag                      | Gävle (Top 40 placering) |
| 2018 : Ingen representant skickades           |                          |
| 2019 : Daniella Lundqvist                     |                          |
| 2021 : Gabriella Lomm Mann                    |                          |
| 2023 : Stina Norlander                        |                          |

Märk väl att tvåan från Fröken Sverige-tävlingen fram till 2003 blev den som fick åka till Miss World. Trean åkte till Miss Europe och ettan åkte till Miss Universum.
Victoria Silvstedt kom tvåa i Fröken Sverige 1993 och representerade Sverige i Miss World. Hon blev senare Playboymodell och Playmate of the year 1996. Hon har haft en lång karriär med filmer, TV-serier och utvik efter sin medverkan i Fröken Sverige.
Ida Manneh, Fröken Sverige-tvåan från 2000 var den första mörka kvinna som kommit långt i Fröken Sverige. Hon är storasyster till Awa Manneh, en känd rappsångerska i Sverige.
Jessica Almenäs, Miss World-kandidaten från 1998, blev efter Miss World populär sportjournalist och programledare på TV4:as sportsändningar och har bland annat lett Fotbollsgalan.
Mary Stavin har efter segern i Miss World medverkat i en Bondfilm.